# Récif Tennent
Le récif Tennent ou récif Pigeon (en anglais Tennent Reef, en vietnamien Đá Tiên Nữ, en tagalog Bahura ng Lopez-Jaena, en mandarin Wúmiē jiāo (en sinogramme traditionnel 无乜礁)), est un atoll des îles Spratleys en mer de Chine méridionale situé au sud-est de Dangerous Ground.

## Géographie
Le récif Tennent est un atoll corallien océanique qui s'est développé au sommet d'un mont sous-marin dans la partie sud des îles Spratleys.
Le récif est situé à approximativement 165 milles marins au nord de l'île de Bornéo et 150 milles marins au sud-ouest de l'île de Palawan.
La caractéristique géographique peu profonde la plus proche est le récif Cornwallis du Sud, à 27 milles marins à l’ouest. Cet atoll corallien s'étend sur 7 km le long de son axe nord-est-sud-ouest et atteint un peu plus de 3 km sur son axe nord-ouest-sud-est,.

## Revendication de souveraineté
Actuellement, le Viêt Nam contrôle ce récif dans le cadre de la ville de Trường Sa, district de Trường Sa, province de Khánh Hòa, et y entretient un phare.
Comme pour toutes les îles Spratleys, la propriété de l'atoll est contestée. Le récif est revendiqué par les Philippines, la république populaire de Chine et la république de Chine (Taïwan).

## Structures artificielles
La Marine populaire vietnamienne a stationné une base permanente sur le côté ouest du récif Đá Tiên Nữ, appelée île Đảo Tiên Nữ, avec les coordonnées géographiques 8° 51′ 00″ N, 114° 38′ 20″ E. Reliée à cette base se trouve une maison culturelle polyvalente achevée en juin 2017.
Le phare Tiên Nữ est situé sur le côté est du récif, avec les coordonnées géographiques 8° 52′ 16,1″ N, 114° 40′ 50,8″ E.
Selon l'Asia Maritime Transparency Initiative, à partir de décembre 2021, le Viêt Nam a commencé le dragage et l’accrétion d’une île artificielle située sur la rive ouest du récif Đá Tiên Nữ. D’ici fin 2023, cette île artificielle aura une superficie d’environ 25 hectares, environ 1 km de long, 290 m de large.
En 2000, le Viêt Nam a construit un phare sur le côté est du récif. La tour mesure plus de 22 m de haut, entièrement peinte en jaune citron, avec une base d'un bâtiment de trois étages, à 5,2 km de l'île Đảo Tiên Nữ. La lumière a la caractéristique de clignoter par groupes de 2+1, avec un cycle de 10 secondes. La portée effective de jour est de 14 milles marins et de 15 milles marins la nuit.

## Histoire
Le Viêt Nam a pris possession du récif pour la première fois en 1974.
À la fin de 1987 et au début de 1988, la Marine populaire vietnamienne a préconisé l'envoi de troupes pour garder les récifs Đá Tiên Nữ, Đá Lớn, Đá Tây et Đá Chữ Thập, mais la partie chinoise avait une longueur d'avance et a occupé le récif de Fiery Cross le même jour, le 26 janvier 1988.
Le 25 janvier 1988, le navire QG 613 de la région 4 de la Marine populaire vietnamienne a emmené la brigade 146 et le régiment du génie 83 sur l'île Đảo Tiên Nữ pour construire de hautes maisons et organiser la défense de l'île. Le 6 février 1988, les forces présentes sur l'île ont achevé le niveau 3 des logements et ont continué à stationner sur l'île.